# أم الريش
أم الريش قرية في ناحية جب الجراح التابعة لمنطقة المخرم في محافظة حمص في سورية. بلغ عدد سكان القرية 758 نسمة حسب تعداد عام 2004.